# Loys Bourgeois
Loys Bourgeois (egyes forrásokban Louis) (Párizs, 1510 körül – Párizs, 1560 után) kántor, zeneszerző, a református zsoltárkönyv számos zsoltárának dallamszerzője.

## Életpályája
Pontos születési és halálozási dátuma ismeretlen. A magyar református énekeskönyv szerint 1510-ben született és 1569-ben halt meg.
Genfben a Szent Péter-templomban volt kántor és a Tanács 1545. július 14-i dokumentuma szerint egyben a Saint-Gervais templomban is. 1551. december 3-án egynapos börtönbüntetést róttak ki rá, mert engedély nélkül módosította néhány kinyomtatott zsoltár dallamát. 1552-ben három hónapra elutazott Genfből, hogy többszólamú zsoltárait Lyonban és Párizsban kinyomtattassa, többé nem tért vissza Genfbe. 1557-ben "zenemester" (Maître musicien) lett Lyonban, majd 1560-ban Párizsba költözött, ahol lányát, Suzanne-t a Saint-Côme-ban katolikus hit szerint keresztelték meg. Bourgeois részt vett a hugenotta zsoltároskönyv összeállításában is.

## Zsoltárai a református énekeskönyvben
Megjelentek Strasbourgban, Genfben illetve Lyonban, részben módosítva, 1539 és 1561 között. A zsoltárok szövegeit Béza Tódor és Clément Marot írták.

### Bourgeois által írott dallamok
- 1 -35, 37 – 47, 50, 51, 60, 65, 66, 73, 77, 79, 90, 91, 100, 101, 103, 104, 107, 110, 113 – 115, 117, 119 – 126, 128 -130, 132 – 134, 137, 138, 140, 143, 144, 447.
- A fenti dallamokra írott egyéb szövegű zsoltárok :  53 (=14),62 (=24), 63 (=17),  64 (=5), 67(=33),  69 (=51),  70 (=17), 71 (=31), 72 (=65), 76 (=30), 78 (=90), 82 (=46), 86 (=77), 95 (=24), 98 (=66), 108 (=60), 109 (=28), 111 (=24), 118 (=66), 127 (=117), 131 (=100), 139 (=30), 142(=100) stb.

### Néhány nevezetes zsoltár
- 25. zsoltár (« Úr Isten, az én imádságom »), Genf, 1542
- 42. zsoltár (« Mint a szép híves patakra »), Genf, 1542
- 90. zsoltár (« Tebenned bíztunk eleitől fogva »), Genf, 1551

## Magyarul megjelent művei
- A muzsika igaz útja  zsoltárok hagyományos avagy fortélyos éneklésének módjával, amint azt az újonnan megzenésített 34. zsoltárban, valamint Simeon énekében is megismerhetjük; ford. Jeney Zoltán, jegyz., utószó Ferenczi Ilona; Draskóczy László, Bp., 2003

## Kapcsolódó szócikk
- 90. genfi zsoltár